# Ammoniumchromaat
Ammoniumchromaat is het ammoniumzout van chroomzuur, met als brutoformule (NH4)2CrO4. De stof komt voor als een geel kristallijn poeder, dat redelijk goed oplosbaar is in koud water. Het is een toxische en milieugevaarlijke verbinding met, zoals alle chromaten, een sterk oxiderende werking.